# Joaquim Llorenç Villanueva i Astengo
Joaquim Llorenç Villanueva i Astengo (Xàtiva, 10 d'agost de 1757 — Dublín, 1837) fou un polític i sacerdot valencià. Germà de Jaume Villanueva, va ser diputat a les Corts de Cadis i també durant el trienni liberal (1820-1823). Entre les reformes que impulsà destaquen: l'abolició de la Inquisició, la creació de la província de Xàtiva i la devolució del seu nom original a aquesta ciutat (en comptes de l'imposat per Felip V, Nueva Colonia de San Felipe). Les seues idees liberals tingueren com a conseqüència que haguera d'exiliar-se el 1823 al Regne Unit on morí el 1837, a Dublín.

## Defensor de la llengua
Villanueva no sols va destacar com a polític en la defensa i recuperació dels interessos de la seua terra. Com a rector, també va escriure un llibre defensant la traducció a les llengües vulgars de la Bíblia: De la lección de la Sagrada Escritura en lenguas vulgares (València, 1791). Aquest text incloïa quatre fragments bíblics, de traduccions existents al català, de Daniel, Primer llibre dels Macabeus, Fets dels Apòstols i Apocalipsi. Per aquella època el mateix Villanueva també havia fet algunes traduccions de textos religiosos. Molt de temps després, el 1828, durant el seu exili, el seu nom es va barallar amb força entre els exiliats catalans per realitzar la traducció al català de la Bíblia. Al seu favor es decantava el llibrer valencià Vicent Salvà i Pérez, però el català Antoni Puigblanch (amb qui Villanueva havia mantingut una forta polèmica amb intercanvi de diversos opuscles durant els anys d'exili) s'hi va oposar argumentat que Villanueva no en coneixia prou la seua pròpia llengua i apostant per un traductor del principat, Josep Melcior Prat, que al final aconseguí finalitzar un traducció completa del Nou Testament, que va ser publicada en Londres de manera anònima uns anys després per la Societat Bíblica Britànica i Estrangera. Per la seua banda, sembla que, si bé Villanueva va començar per la seua banda una traducció del Nou Testament, per contribuir a aquest projecte no l'acabà. Tot i això, i malgrat el seu caràcter il·lustrat, aquesta treball situa a Villanueva prop dels precursors del romanticisme com Wilhelm von Humboldt o com Johann Gottfried Herder que defensava la diversitat cultural i lingüística.

## Obres
Obres seues són: Catecismo de Estado (1793), Las angélicas fuentes o el tomista en las Cortes (1811-1813), Carta a don Roque Leal de Castro (1820), Vida literaria de don Joaquín Lorenzo Villanueva (1825) i també Mi viaje a las Cortes (obra inèdita aquesta, que es pot consultar a la Biblioteca Nacional en edició facsímil).
A Xàtiva existix actualment una escultura dedicada als germans Villanueva obra de l'escultora xativina Inmaculada Abarca.